# Włościańsko-Robotniczy Komitet Łemkowszczyzny
Włościańsko-Robotniczy Komitet Łemkowszczyzny – komitet uformowany 18 lutego 1945 przez Łemków o sympatiach komunistycznych, w tym członków sowieckich oddziałów partyzanckich.
Komitet zabiegał o organizację szkolnictwa łemkowskiego, zachęcał Łemków do wstępowania do Armii Czerwonej, oraz do wyjazdów do ZSRR.
Komitet działał w oparciu o lokalne struktury PPR, posiadał przedstawicielstwa w prawie każdej łemkowskiej wsi. Jego przewodniczącym został inż. Maks Sobin, a zastępcą Michał Doński. Komitet został rozwiązany w końcu lipca 1945, ponieważ mimo że oficjalnie popierał wyjazdy do ZSRR, to nieoficjalnie zachęcał do pozostania w Polsce.

## Literatura
- Jan Pisuliński – "Przesiedlenie ludności ukraińskiej z Polski do USRR w latach 1944–1947", Rzeszów 2009, ISBN 978-83-7338-475-0